# Phare d'Arecibo
Le phare de Arecibo (en anglais : Punta Borinquen Lighthouse) est un phare actif situé sur Punta Morrillos (ceb) dans la ville de Arecibo, à Porto Rico. Il est géré par l'United States Coast Guard.
Il est référencé dans le registre national des lieux historiques sous la tutelle du Gouvernement fédéral des États-Unis depuis le 23 novembre 1977.

## Histoire
La station de signalisation maritime a été créée en 1898, la dernière construite par le gouvernement espagnol. Il porte aussi le nom de Phare de Los Morrillos en raison de son emplacement au sommet du promontoire rocheux de Punta Morrillos.
Le style de construction est néoclassique, un bâtiment rectangulaire avec une forme rectangulaire de 12,30 m de largeur sur 25,65 m de longueur, avec une tour hexagonale surmontée d'une lanterne avec un dôme de bronze. L’objectif original était un lentille de Fresnel de troisième ordre, d'une portée d'environ 29 km. Le phare a été converti à l'électricité en 1931. Il est automatisé depuis 1964 et il est actuellement équipé d'un objectif de 190 mm. Après son automatisation, les quartiers des gardiens sans personnel a été victime de délabrement et de vandalisme. La lentille de Fresnel a été endommagée en 1975 et détruite en 1977.
Une entreprise privée a achevé la restauration du phare en 2001. Il est maintenant exploité dans le Arecibo Lighthouse and Historial Park . Il comprend une réplique d'un village indien Taïnos, une réplique des trois navires de Christophe Colomb, la Niña, La Pinta et la Santa Maria, un quartier de l'esclavage, une réplique d'un bateau de pirates, une grotte de pirates, un mini-zoo, divers aquariums d'eau salée, une aire de jeux et un parc aquatique. Le phare abrite un petit musée présentant des artefacts marins, l'histoire du phare et la guerre hispano-américaine. Il est situé au nord-est d'Arecibo, du côté est de l'entrée du port. Le phare est accessible aux visites.
Ce phare ne doit pas être confondu avec le phare de Los Morrillos connu sous le nom de Faro de Los Morrillos de Cabo Rojo.

## Description
Ce phare  est une tour hexagonale en pierre, avec une galerie et une lanterne métallique de 14 m de haut, attenante à une ancienne maison de gardien. La tour est peinte en blanc. Il émet, à une hauteur focale de 37 m, un éclat blanc de 0.5 seconde par période de 5 secondes. Sa portée est de 14 milles nautiques (environ 26 km).

Identifiant : ARLHS : PUR-001 ; USCG : 3-30720 - Amirauté : J5492 - NGA : 110-14432 .
|          |
| Le phare |

|                      |
| Le phare à l'origine |

## Caractéristique dufeu maritime
Fréquence : 5 secondes (W)
- Lumière : 0.5 seconde
- Obscurité : 4.5 secondes

### Lien connexe
- Liste des phares de Porto Rico